# Павлово-Покровская фабрика
Павлово-Покровская фабрика (полное название — Павлово-Покровская прядильно-ткацкая хлопчато-бумажная фабрика) — ранее существовавшая фабрика, находилась в Павловском Посаде Московской области. Местные жители называют предприятие просто «Париж».
В эпоху Российской империи была известна как компания под названием Русско-французское анонимное акционерное общество (располагалась в Павловском Посаде Игнатьевской волости Московской губернии).
Корпуса предприятия занимают целый квартал по площади, в настоящее время ограниченной улицами Большая Покровская, Орджоникидзе, железнодорожными путями и рекой Вохонкой.
Основой производственно-хозяйственной деятельности Павлово-Покровской фабрики было прядильно-ткацкое производство и изготовление хлопчатобумажных изделий. В рамках этого производства в состав производственных и структурных подразделений объединения входили следующие цеха: прядильный, ткацкий, приготовительный, отделочный, отбельный, складально-уборный и другие. Имелись следующие отделы: хозяйственный, жилищно-коммунального хозяйства, топливный, отдел технического контроля, отдел главного механика, отдел главного энергетика, строительный отдел, склад пряжи и другие. Вспомогательные производства и службы включали: химическую лабораторию, экспериментальную мастерскую и прочее. В состав объединения также входили учреждения социально-культурного назначения, в частности детские ясли и сады, летний пионерский лагерь «Сосновый бор» и учебно-производственные учреждения (школа ФЗУ по подготовке рабочих по основным профессиям — ткач, прядильщица, мотальщица, с 1976 года — профессиональное училище СПТУ).

## История

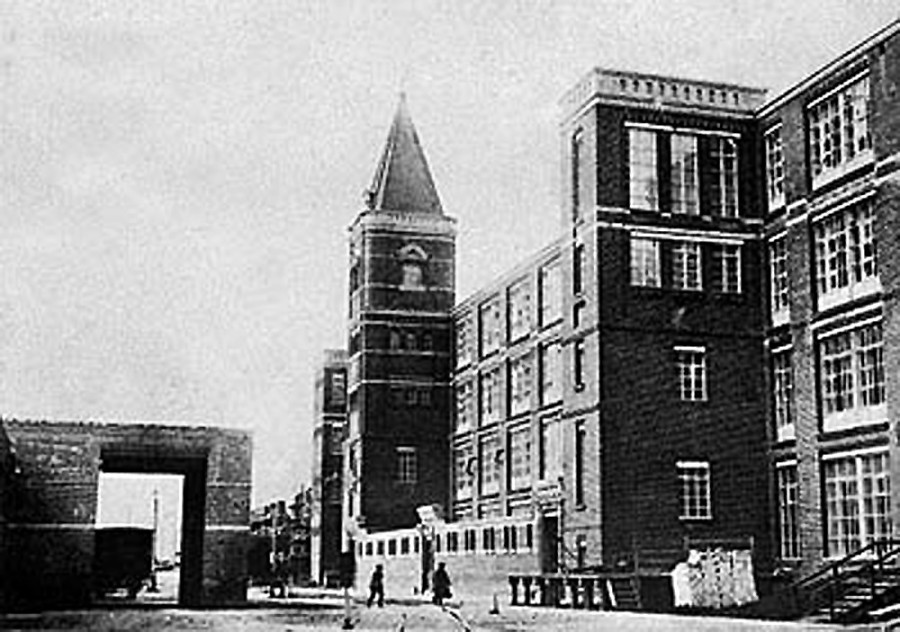
Дореволюционное фото Русско-французского анонимного акционерного общества

### Российская империя
В 1881 году было основано Общество франко-русских заводов с основным капиталом в 12,5 млн франков. Из Владимирской губернии приехали строители, для них были построены сначала казармы, а затем и первые корпуса хлопчатобумажной фабрики. Через год после начала строительства был запущен первый ткацкий корпус.
Предприятие начало строить заводы в Российской империи сразу по нескольким направлениям. В интересы Общества также входило производство текстиля. Среди основателей общества были крупные производители хлопка из французского региона Эльзаса, такие как Ж. Баден, Г. и Р. Оффруа, Р. и Ж. Дуин, А. Шампен, Ф. Кайе, А. Мортье, А. Долофис и Г. Маршал. Фабрика была крупнейшей в Павловском Посаде (около 4 000 человек) и сильно влияла на жизнь людей города.
Л. Э. Келер-Кеслер был избран коммерческим представителем Общества в России, а также директором-распорядителем хлопчатобумажных предприятий. Техническим директором стал поляк Чеслав Яковлевич Бейн. В 1898 году в Павловском Посаде были открыты бумагопрядильная и ткацкая фабрики Общества при 60 000 веретенах и 2000 ткацких станков. И. С. Терлецкий был назначен заведующим ткацкой фабрикой. К 1900 году было построено большое каменное здание бумагопрядильной фабрики.
В октябре 1900 года на фабрике были проведены испытания оборудования и выпущены первые партии суровых тканей, таких как сатин, бязь и платочная саржа. На протяжении длительного времени предприятие наращивало производительность труда и качество продукции.
Спустя время были построены первый каменный корпус для проживания иностранных специалистов, деревянные дома для мастеров и заводских рабочих, открытая в 1905 году каменная заводская школа, двухэтажный каменный корпус заводской больницы. В 1902 году рядом с фабрикой была построена каменная часовня, которая не сохранилась до настоящего времени. В 1902—1905 годах рядом с заводскими корпусами в том же квартале были построены три больших трёхэтажных каменных корпуса казарм аналогичной архитектуры. Они в настоящее время служат жилыми домами для людей. В 1905 году были построены два верхних этажа старой прядильной фабрики.
В связи с революцией 1905—1907 годов рабочие предприятия устраивали забастовки в апреле, ноябре и декабре 1905 года. Они выдвинули требования из 76 пунктов, из которых 38 были выполнены правлением предприятия. На фабрике была сформирована большевистская дружина. С 7 ноября по 5 декабря 1905 года предприятие возглавлял совет представителей цехов. Председателем этого совета был большевик А. Т. Рощин, избранный рабочими. После подавления восстания дружина и совет были расформированы, а фабрика была возвращена в ведение фабричной администрации.
В 1908 году основной капитал павловопосадских заводов составлял уже 15 000 рублей. К 1909 году производство предприятия стало развиваться быстрыми темпами. В 1910 на бумажной фабрике насчитывалось 12 550 прядильных и 1 072 крутильных веретен, а количество ткацких станков достигало 2 400. По состоянию на 1914 год председателем правления «Русско-французского анонимного общества хлопчато-бумажной мануфактуры в Павловском Посаде» являлся Ж. Баден, а генеральным управляющим был Л. Э. Келер-Кесслер. Количество прядильных веретен уже было 112 556, а количество крутильных веретен — 1072. При 2 400 ткацких станах работало 3 800 рабочих и ткачей.
В 1915 году люди снова забастовали. В конце 1915 года на обеих фабриках Общества работало до 8 800 человек. В том же году бывший сотрудник Ч. Я. Бейна англичанин Э. Я. Стотт стал директором заводов Русско-французского анонимного акционерного общества. Затем этот пост в скором времени И. Терлецкий, а затем М. М. Вахмистров.
В 1917 году правление предприятия направило во французское посольство заявление, в котором говорилось, что рабочие не хотят подчиняться и угрожают расправой. В октябре 1918 года общее собрание рабочих и служащих фабрики обратилось к советскому правительству с просьбой о национализации предприятия. 5 декабря особая комиссия при Высшем совете народного хозяйства СССР приняла просьбу рабочих и служащих фабрики о национализации предприятия. Фабрика получила новое название «Павлово-Покровская прядильно-ткацкая хлопчато-бумажная фабрика».

### Советский Союз
На протяжении долгих лет предприятие находилось в ведении государственных ведомств:
- декабрь 1918—1936: Ореховский хлопчатобумажный трест Народного комиссариата лёгкой промышленности СССР (до октября 1922 года — Народного комиссариата лёгкой промышленности РСФСР);
- 1936—1953: 2-е Главное управление хлопчатобумажной промышленности Московской области Наркомата текстильной промышленности СССР (с марта 1946 года — Министерства текстильной промышленности СССР);
- 1953—1955: Главное управление хлопчатобумажной промышленности Московской области Министерства промышленности товаров широкого потребления СССР;
- 1957—1963: Управление хлопчатобумажной промышленности Совета народного хозяйства Московской области;
- 1963—1965: Управление хлопчатобумажной промышленности Совета народного хозяйства Московского экономического района;
- 1965—1970: 2-е Московское Главное управление хлопчатобумажной промышленности Министерства лёгкой промышленности РСФСР;
- 1970 — май 1975: Московское государственное промышленное хозрасчётное объединение хлопчатобумажной промышленности «Мостекстиль» Министерства лёгкой промышленности РСФСР;
- май 1975 — июль 1990: Московское промышленное объединение по производству хлопчатобумажной продукции «Мосхлопром» Министерства текстильной промышленности РСФСР;
- июль 1990 — январь 1991: Московское территориальное производственное объединения «Мосхлопок» концерна «Ростекстиль».

По результатам Первого Всесоюзного конкурса 1927 года Павлово-Покровская фабрика стала одной из лучших прядильных предприятий страны. В годы Великой Отечественной войны фабрика выпускала ткани для обмундирования, плащи-палатки. В советское время предприятие перерабатывало хлопок от I до IV сорта, производило сатин и поставляло вату на мебельные комбинаты.
В период с 1980 по 1989 год фабрика работала без ошибок и перебоев в производстве, выполняя и перевыполняя годовые планы, повышая производительность труда, являясь крупнейшим текстильным предприятием города. Большой вклад в развитие и работу фабрики внесли: В. А. Глазунова, К. К. Железнова, И. Е. Колдин, В. М. Прошкина, Л. П. Кускова, Д.Пивоварова, В. Д. Воробъёв, Н. А. Милованова, Е. В. Белышев, М. В. Короткова, В. Г. Колесова, А. Н. Калашникова, Е,В.Максимова, П. Н. Матвеев и другие. На фабрике также функционировали бюро по рационализации и изобретательству и местное отделение научно-технического общества. Часть управленческих функций выполнялась через профсоюзный комитет, который готовил документы для награждения и присвоения почётных званий, таких как победитель пятилетки, лучший по профессии, передовик производства, ветеран труда фабрики.
Основными структурными подразделениями аппарата управления фабрики в 1984—1988 годах являлись: секретариат, плановый отдел, отдел труда и заработной платы, технический отдел, отдел охраны труда и техники безопасности, отдел кадров, бухгалтерия и другие.
С 1990-х годов у предприятия пошли сбои в поставках сырья (хлопок шёл из Средней Азии) и проблемы с реализацией готовой продукции.

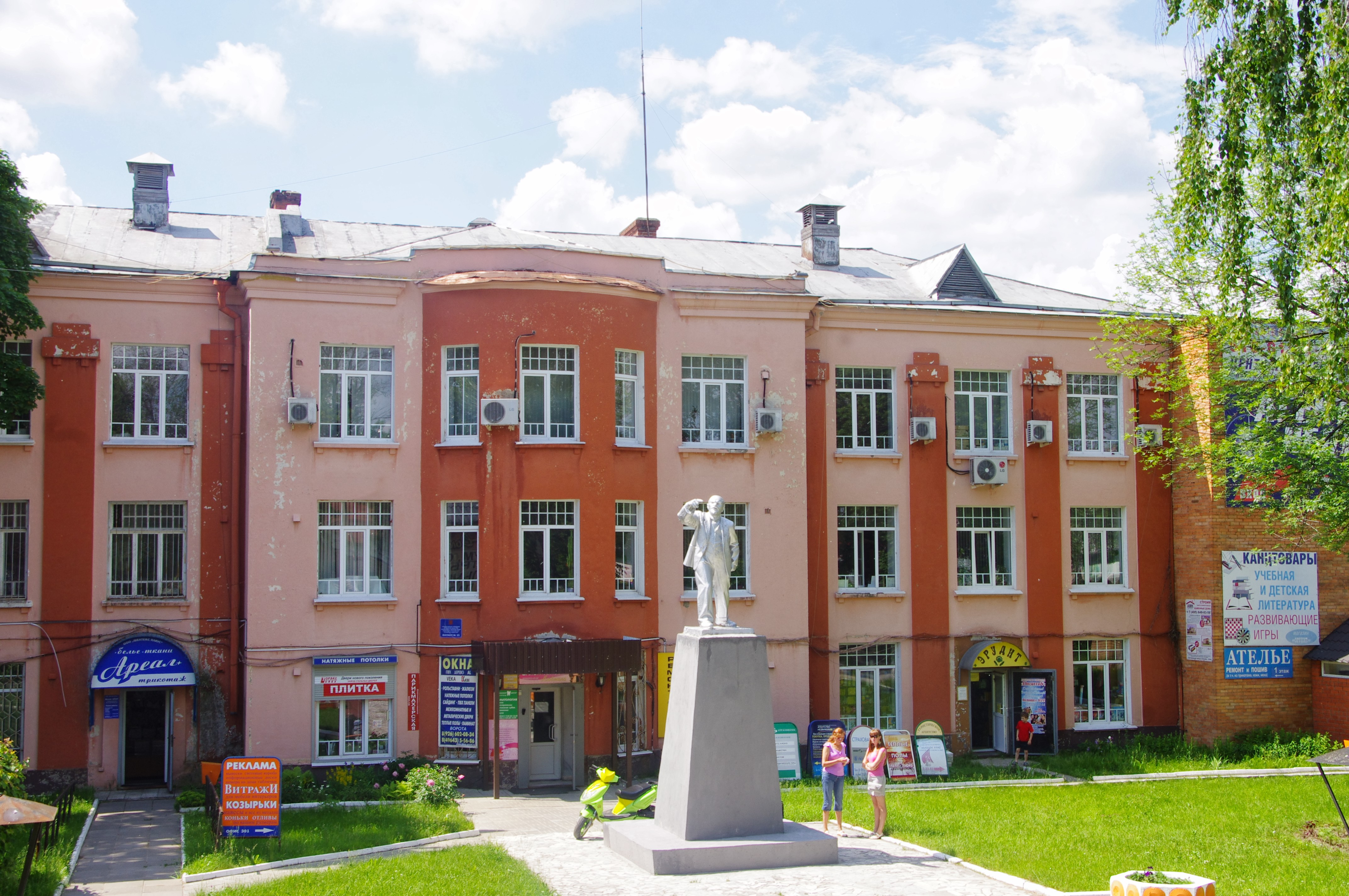
Здание бывшей фабрики сдаётся под магазины

### Россия
На основании приказа директора фабрики от 5 февраля 1991 года № 42 Павлово-Покровская хлопчатобумажная прядильно-ткацкая фабрика вошла в систему концерна «Мостекс». В соответствии с Указом Президента Российской Федерации от 29 января 1992 года № 66 «Об ускорении приватизации государственных и муниципальных предприятий» в конце 1992 года фабрика была преобразована в АООТ «Павлово-Посадский текстиль».
В июне 1998 года Арбитражным судом Московской области Московской области организация была признана банкротом. На базе Павлово-Покровской прядильной фабрики в 1999 году было создано предприятие ООО «Медтекст», директором стал Михаил Анатольевич Козлов. АООТ «Павлово-Посадский текстиль» было ликвидировано в результате банкротства в конце 2001 года.
В настоящее время территория фабрики открыта и сдана под многочисленные магазины.

## Галерея

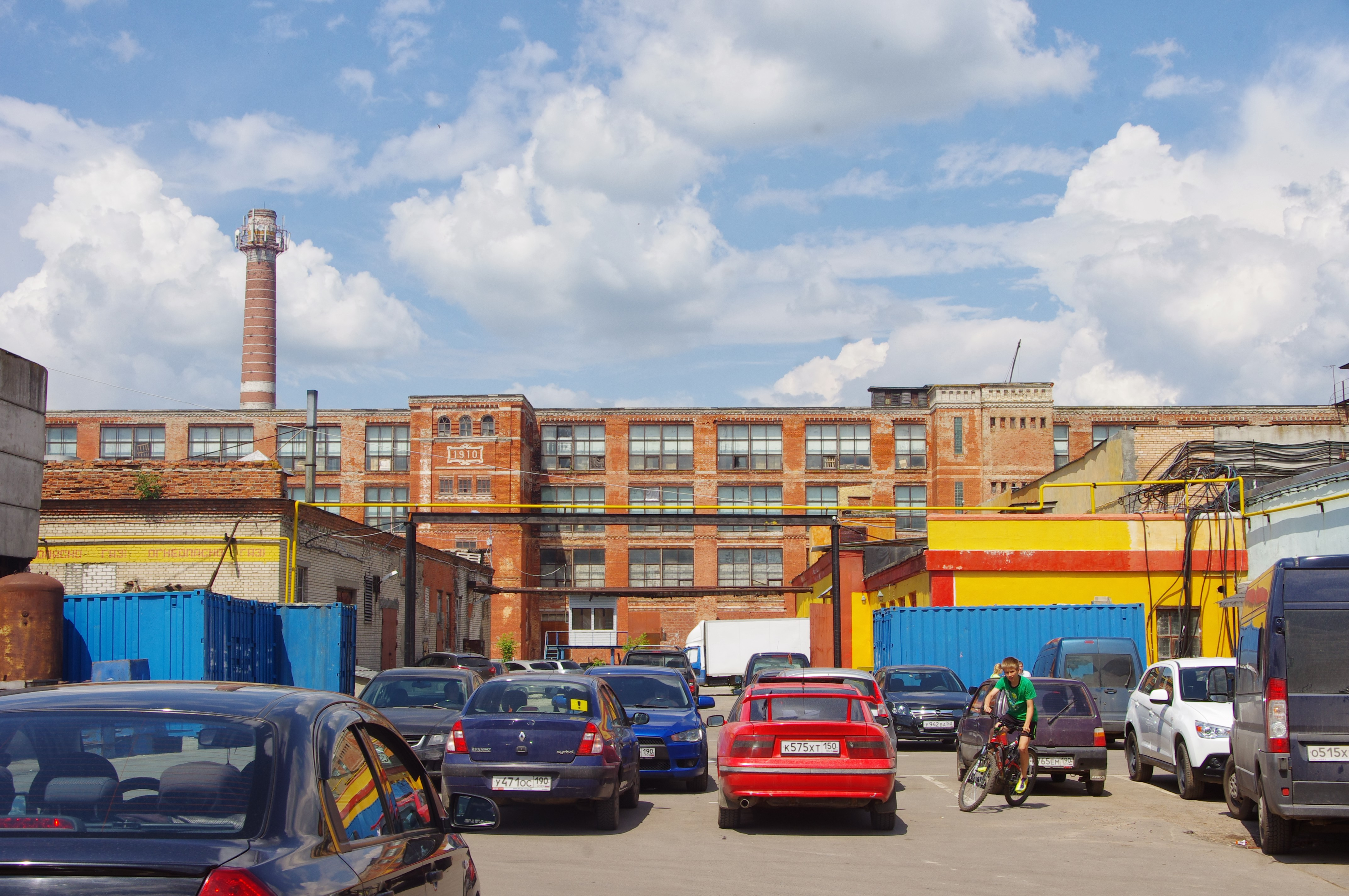
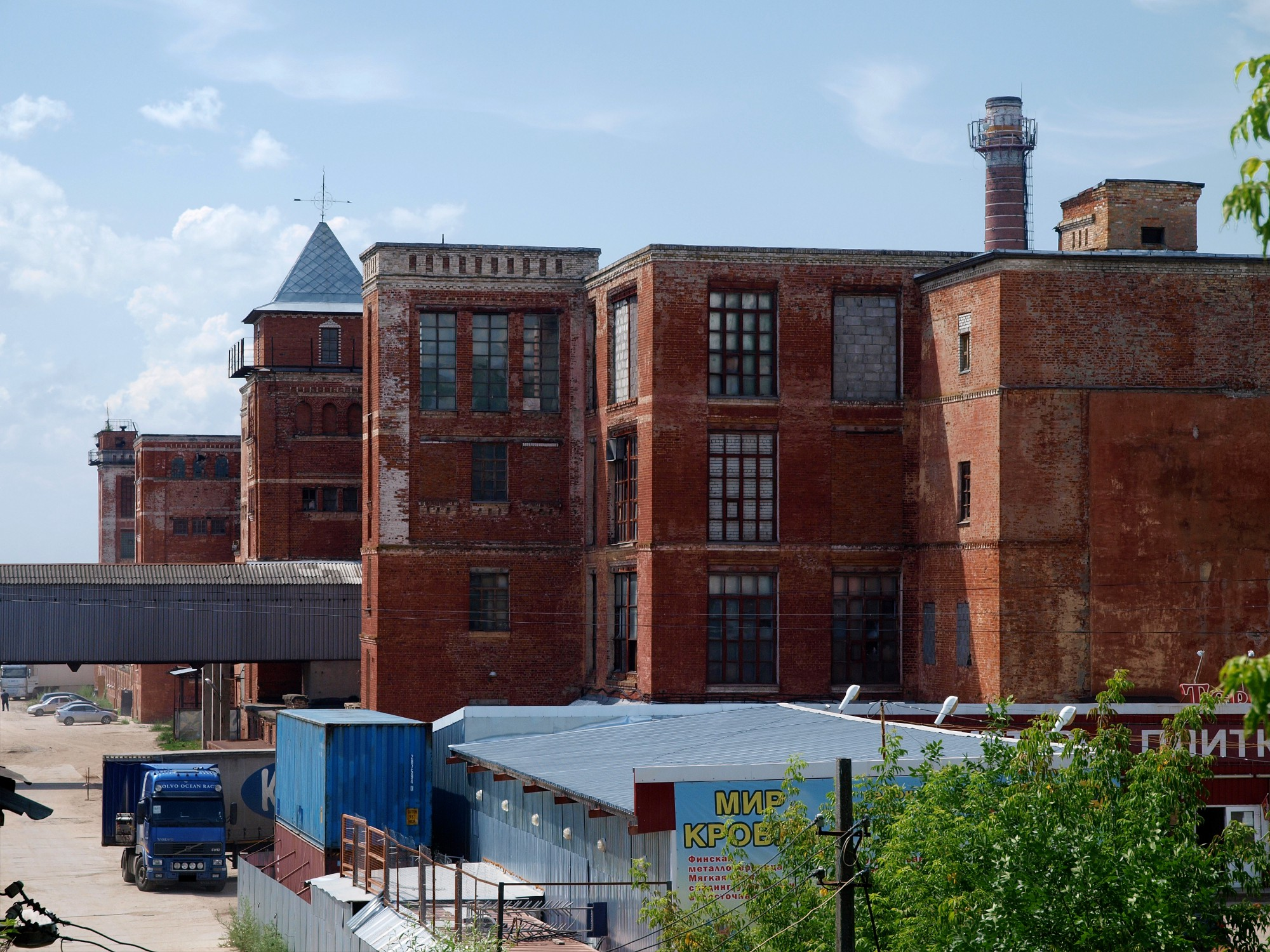
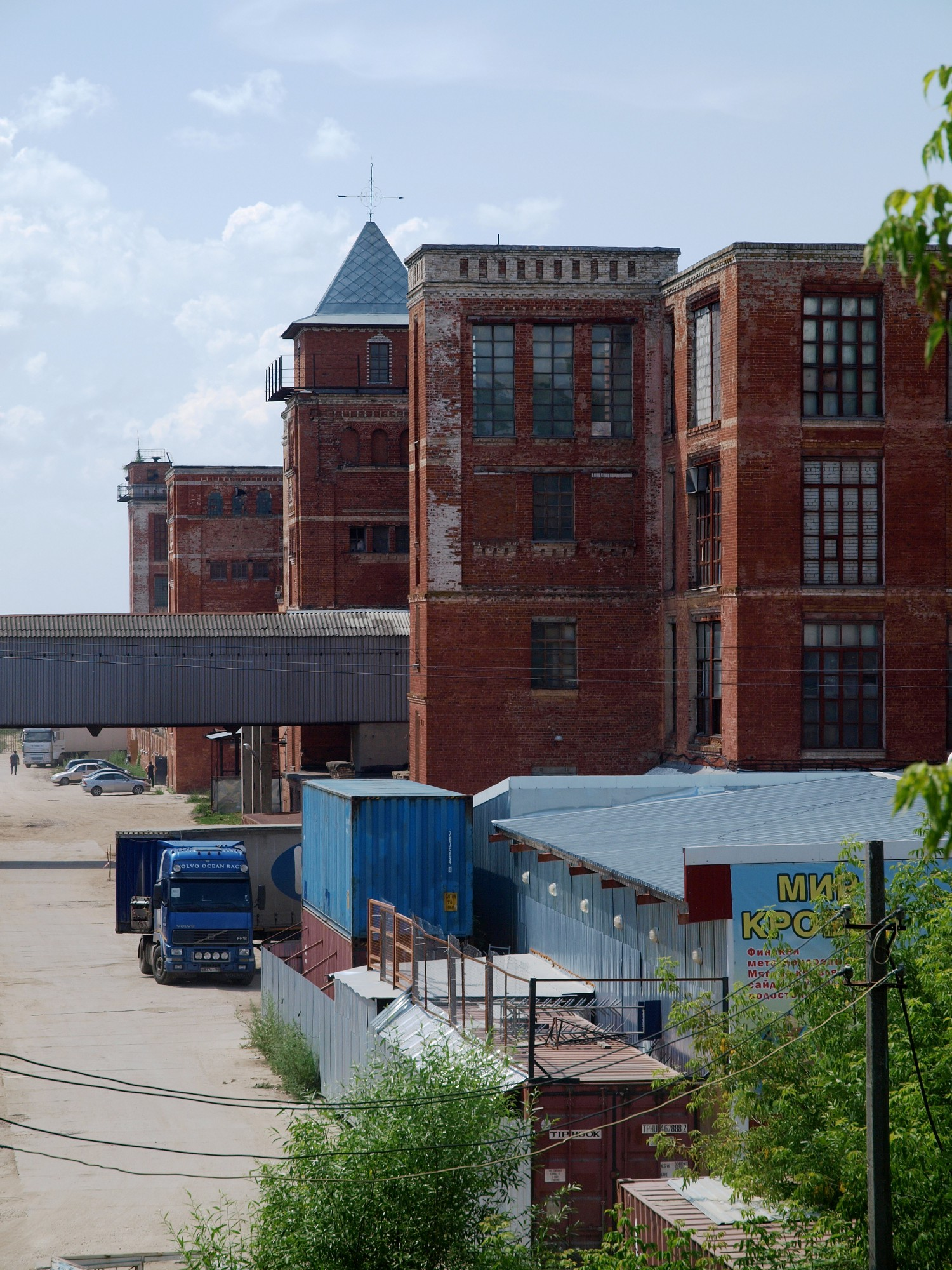
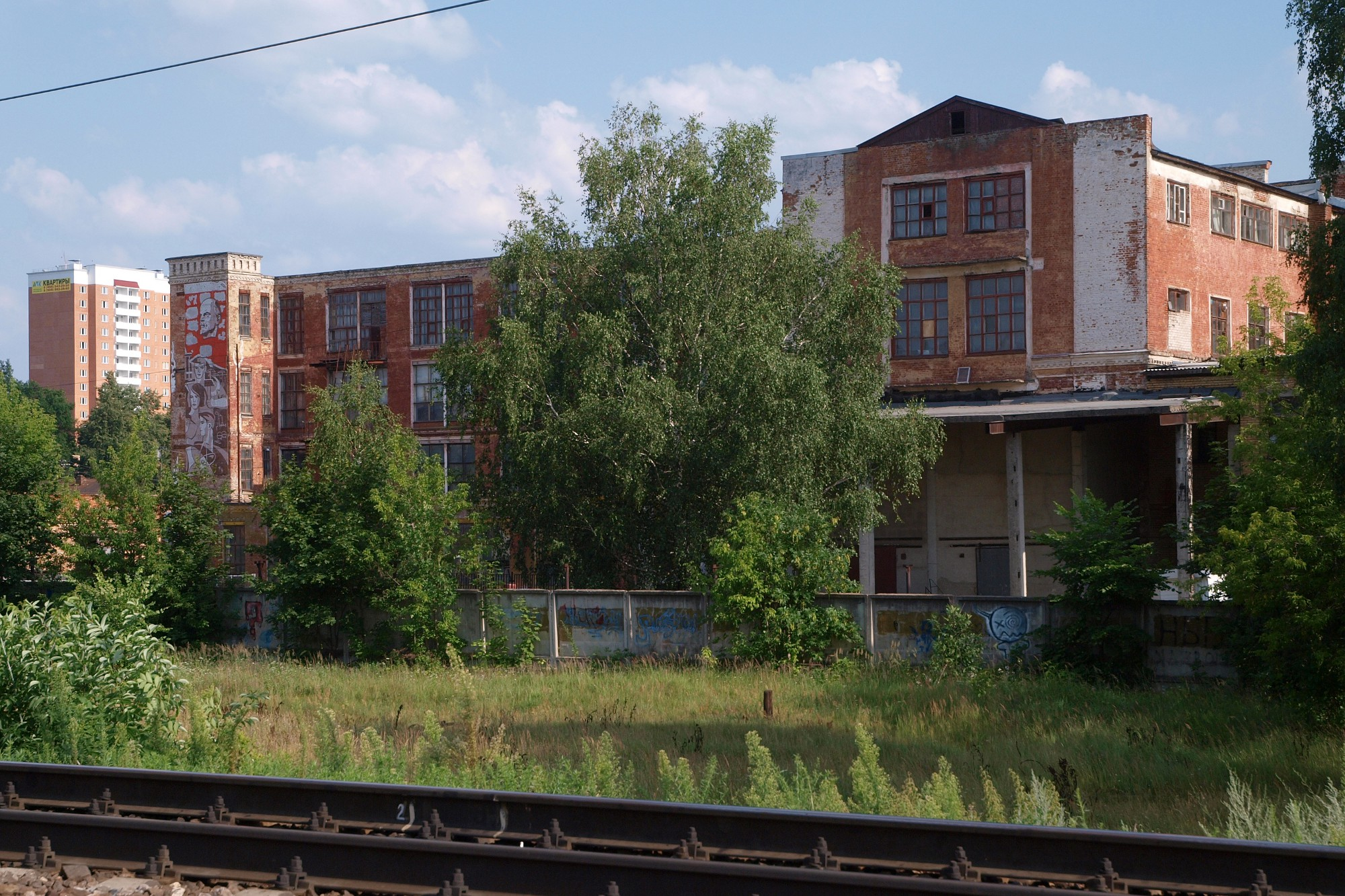
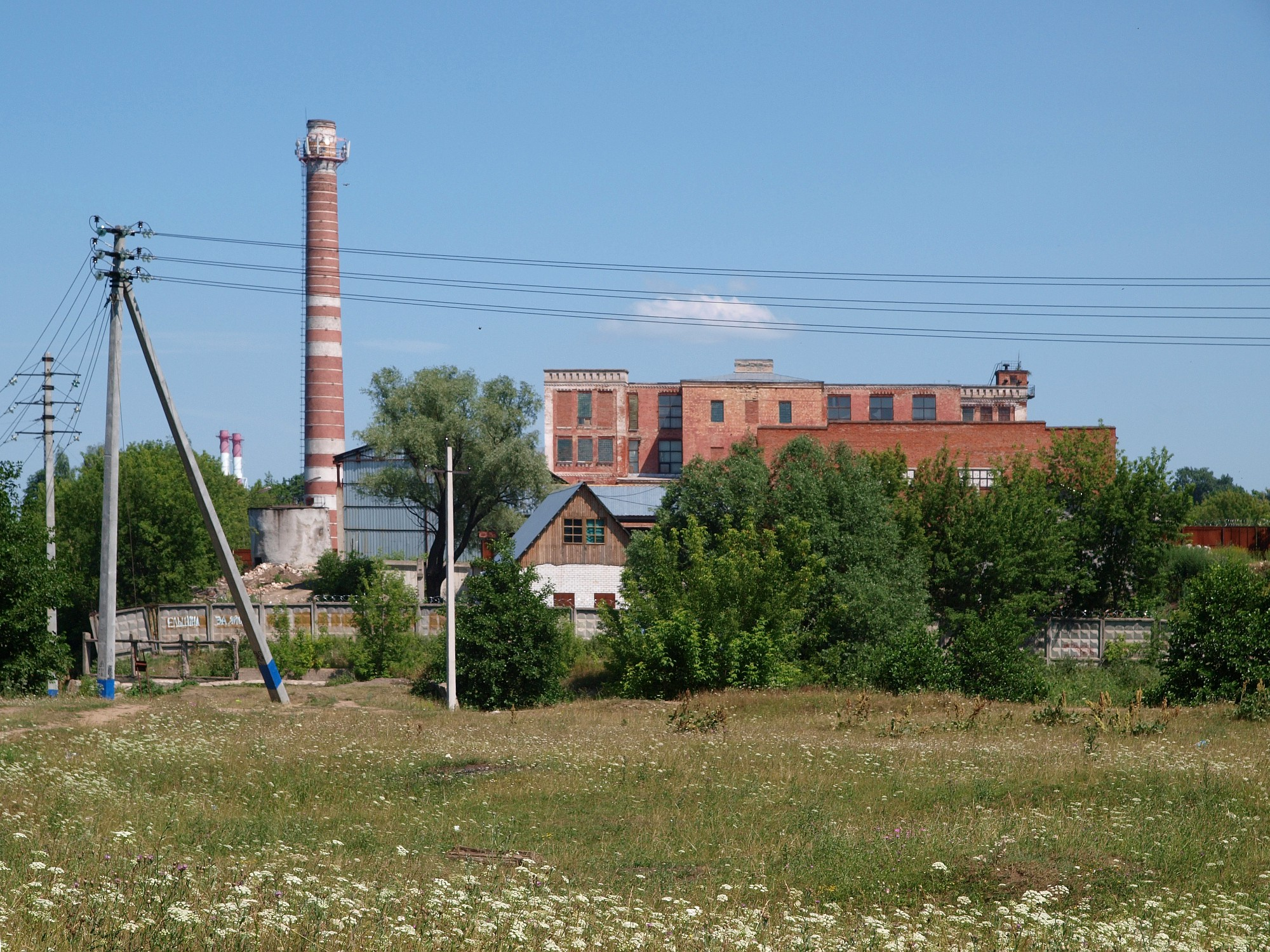